# Postřelmůvek

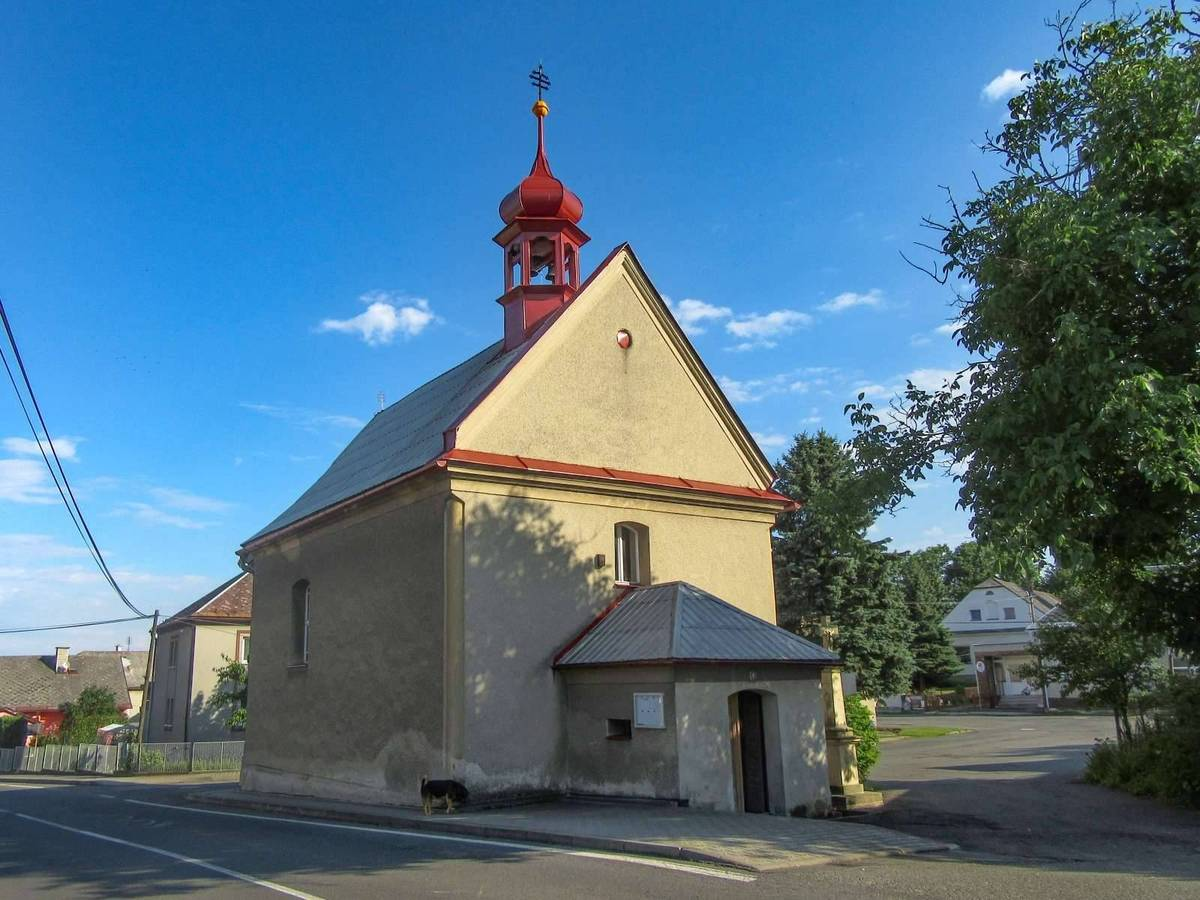
Kapelle in Postřelmůvek

Postřelmůvek (deutsch Kleinheilendorf) ist eine Gemeinde in Tschechien. Sie liegt fünf Kilometer nördlich von Zábřeh und gehört dem Okres Šumperk an.

## Geographie
Postřelmůvek befindet sich am Abfall der Drozdovská vrchovina (Drosenauer Bergland) zur Müglitzer Furche (Mohelnická brázda) im Tal eines kleinen Baches. Im Osten verlaufen der Bach Postřelmovský potok und der Graben Hraniční strouha. Westlich liegt der Naturpark Březná. Im Süden erhebt sich die Homůlka (332 m), südwestlich der Háječek (471 m) sowie im Nordwesten die Homole (516 m) und der Háječek (603 m).
Nachbarorte sind Vyšehoří im Norden, Chromeč und Bludovský Mlýn im Nordosten, Sudkov im Osten, Šikulův Mlýn und Postřelmov im Südosten, Rovensko im Süden, Václavov im Südwesten, Svébohov, Na Dole und Jedlí im Westen sowie Zborov im Nordwesten.

## Geschichte
Klein Heilendorf gehörte zu den Stiftungsgütern des Olmützer Kapitels. Die erste urkundliche Erwähnung erfolgte 1361, als Stephan und Albrecht von Sternberg ihre jährlichen Einnahmen aus dem Dorf dem Altar im Dom des hl. Wenzel überschrieben. Albrecht von Sternberg ließ 1365 das ganze Dorf in der Landtafel dem Kapitel zuschreiben. Später gelangte Postřelmůvek an die Herren von Krawarn. 1447 erwarb Johann d. Ä. Tunkl von Brníčko die Herrschaft Hohenstadt einschließlich Postřelmůvek von Georg von Krawarn auf Straßnitz. Bis 1534 beanspruchte das Bistum Olmütz aber weiter die jährlichen Einnahmen für den Domaltar, was zu dauerhaften Streitigkeiten mit den Besitzern der Herrschaft Hohenstadt führte. Das Dorf blieb bis zur Mitte des 19. Jahrhunderts immer zu Hohenstadt untertänig.
Nach der Aufhebung der Patrimonialherrschaften bildete Hrubý Postřelimov / Klein Heilendorf ab 1850 eine politische Gemeinde im Bezirk Hohenstadt. Nachfolgend wurde der Ort als Postřelmůvko, Postřelimovek, Malý Postřelmov bzw. Kleinheilendorf bezeichnet. Am 5. Mai 1919 wurde im Dorf eine Freiheitslinde gepflanzt. 1920 entstand die Bezirksstraße von Rovensko über Postřelmůvek nach Vyšehoří, durch den Bau musste auch die Linde umgesetzt werden. 1930 lebten in der Gemeinde 404 Menschen.
Nach dem Münchner Abkommen wurde das tschechische Dorf 1938 dem Deutschen Reich zugeschlagen und gehörte bis 1945 zum Landkreis Hohenstadt. 1939 hatte Kleinheilendorf 402 Einwohner. Zum Ende des Zweiten Weltkrieges operierten von den umliegenden Wäldern aus Partisanen, die von mehreren Bewohnern unterstützt wurden. In den letzten Kriegstagen wurden in Kleinheilendorf deutsche Flüchtlinge aus Polen einquartiert. Am 8. Mai 1945 erreichte die Rote Armee den Ort.
Nach der Auflösung des Okres Zábřeh kam Postřelmůvek mit Beginn des Jahres 1961 zum Okres Šumperk. Zwischen 1976 und 1991 war das Dorf nach Rovensko eingemeindet. 1982 warf ein Sturm die Freiheitslinde um.

## Gemeindegliederung
Für die Gemeinde Postřelmůvek sind keine Ortsteile ausgewiesen.

## Sehenswürdigkeiten
- barocke Kapelle des hl. Michael, erbaut im 18. Jahrhundert
- Hraniční strouha, der Graben war Teil des ab 1489 unter Johann d. Ä. Tunkl entlang der March angelegten Teichsystems
- Bauerngehöfte in Volksbauweise, aus der Mitte des 19. Jahrhunderts